# Tibia melanocheilus
Tibia melanocheilus (nomeada, em inglês, dark-mouthed tibia) é uma espécie de molusco gastrópode marinho pertencente à família Rostellariidae (antes entre os Strombidae). Foi classificada por Arthur Adams, com o nome de Gladius melanocheilus, em 1855, no texto "Descriptions of a new genus and of several new species of gasteropodous Mollusca, from the Cumingian collection"; publicado no Proceedings of the Zoological Society of London, número 22, páginas 41-42. Já foi considerada, no século XX, uma subespécie de Tibia fusus, a espécie-tipo do gênero Tibia; nomeada T. fusus melanocheilus. É nativa do sudoeste do oceano Pacífico, das Filipinas, Indonésia e Malásia, no Sudeste Asiático, ao mar da China Meridional até Bangladesh, no oceano Índico.

## Descrição da concha e hábitos
Concha de coloração creme-cinzenta a amarelada, alongada, de espiral alta e bem aparente, com superfície lisa e voltas arredondadas. Seu canal sifonal é delicado, longo e fino, retilíneo ou ligeiramente curvo, porém mais curto do que em Tibia fusus. Lábio externo contendo 5 a 6 prolongamentos destacados em forma de dedos. Columela e interior da abertura de coloração castanha ou alaranjada. Chegam de 15 a 16.5 centímetros, em suas maiores dimensões. Opérculo córneo, em forma de folha.

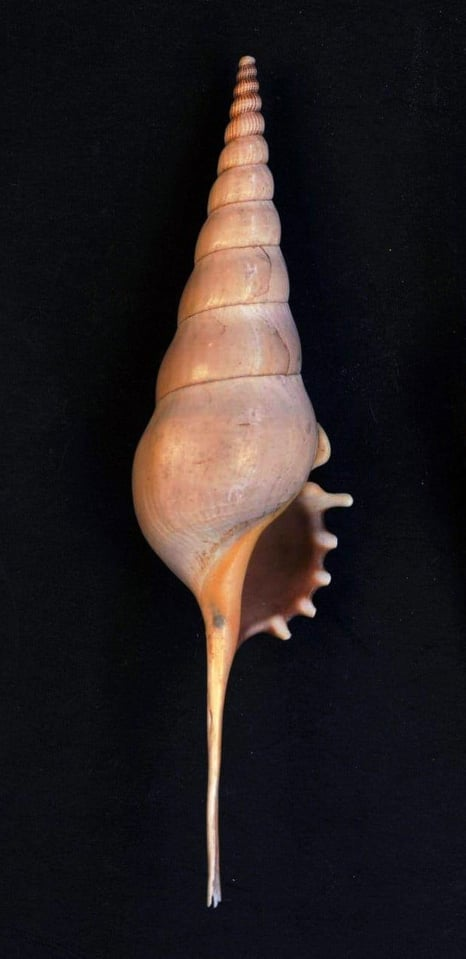
Vista inferior da concha de T. melanocheilus; espécime da Coréia, proveniente da coleção do Museu de História Natural de Leiden.

É encontrada em águas de profundidades rasas a moderadas, entre os 20 e os 150 metros, enterrada na areia e com a ponta de seu canal sifonal exposta, assim como ocorre com Tibia fusus.